# ميشيل آبرو
ميشيل آبرو هو لاعب كرة قاعدة كوبي، ولد في 8 فبراير 1975 في ماتانزاس في كوبا.

## وصلات خارجية
- ميشيل آبرو على موقع دوري كرة القاعدة الرئيسي (الإنجليزية)
- ميشيل آبرو على موقع الدوري الياباني لكرة القاعدة (الإنجليزية)
- ميشيل آبرو على موقعبيزبول رفرنس.كوم (الدوري الثانوي) (الإنجليزية)
- ميشيل آبرو على موقع إي إس بي إن.كوم (أم.أل.بي) (الإنجليزية)
- ميشيل آبرو على موقع مشجعي الرسوم البيانية (الإنجليزية)